# Дамлевьер
Дамлевье́р (фр. Damelevières) — коммуна во французском департаменте Мёрт и Мозель региона Лотарингия. Относится к  кантону Байон.	

## География
Дамлевьер расположен в 22 км к юго-востоку от Нанси. Соседние коммуны: Мон-сюр-Мёрт на востоке, Бленвиль-сюр-л'О на юго-востоке, Шармуа на юге, Барбонвиль и Виньёль на западе.

## История
Название города происходит от имени святой Либеры (Dame-Libaire, Ste Libaire), обезглавленной в 362 году по приказу римского императора Юлиана II, первой святой Лотарингии. Согласно легенде, родители Либеры были королевского происхождения и владели землями в окрестностях города.

## Демография
Население коммуны на 2010 год составляло 3048 человек.
| 1962 | 1968 | 1975 | 1982 | 1990 | 1999 | 2010 |
| ---- | ---- | ---- | ---- | ---- | ---- | ---- |
| 3254 | 3194 | 3021 | 3039 | 2879 | 2810 | 3048 |

## Достопримечательности
- Укреплённый дом XIII века, другой подобный же дом XV века.
- Церковь Сен-Либер XV века

## Известные уроженцы
- Жан-Мишель Мутье (род. 1955) — французский футболист, чемпион Франции (1986, Пари Сен-Жермен), обладатель кубка Франции (1978, Нанси).